# هاشم شایق
محمد هاشم شایق افندی (۱۲۶۶–۱۳۳۳) شاعر، دانشمند و سیاستمدار افغان-تاجیک بود.
او نویسندهٔ اولین داستان کوتاه تاریخ ادبیات معاصر افغانستان است.

## آثار
- ع‍ل‍م‌ ت‍رب‍ی‍ه‌، م‍ول‍ف‌ اس‍م‍اع‍ی‍ل‌ ح‍ق‍ی‌؛ م‍ت‍رج‍م‌ ه‍اش‍م‌ ش‍ای‍ق‌، ک‍اب‍ل‌